# Atwater (Minnesota)
Atwater es una ciudad ubicada en el condado de Kandiyohi en el estado estadounidense de Minnesota. En el Censo de 2010 tenía una población de 1133 habitantes y una densidad poblacional de 402,44 personas por km².

## Geografía
Atwater se encuentra ubicada en las coordenadas 45°8′8″N 94°46′37″O / 45.13556, -94.77694. Según la Oficina del Censo de los Estados Unidos, Atwater tiene una superficie total de 2.82 km², de la cual 2.68 km² corresponden a tierra firme y (4.78%) 0.13 km² es agua.

## Demografía
Según el censo de 2010, había 1133 personas residiendo en Atwater. La densidad de población era de 402,44 hab./km². De los 1133 habitantes, Atwater estaba compuesto por el 97.18% blancos, el 0.09% eran afroamericanos, el 0.09% eran amerindios, el 0.26% eran asiáticos, el 0% eran isleños del Pacífico, el 2.03% eran de otras razas y el 0.35% pertenecían a dos o más razas. Del total de la población el 3.97% eran hispanos o latinos de cualquier raza.